# Kačjeust
Kačjeust (izvirno Gríma Wormtongue) je antagonist iz serije fantazijskih romanov Gospodar prstanov angleškega pisatelja J.R.R. Tolkiena.
Kačjeust je veliko prispeval k vzponu Sarumana, ko je zavedel rohanskega kralja Theodena. Zaradi Gandalfa so ga pregnali, nakar je zbežal k Sarumanu v Ajzengard oz. v stolp Orthanc. Pozneje je ubil Sarumana. Iz knjige je razbrati, da si je zaželel Theodenove nečakinje Éowyn, ki pa ga je zavrnila.